# Tettigometridae
Tettigometridae (лат.) — семейство равнокрылых насекомых.

## Описание
Сравнительно небольшие (3—6 мм) малоподвижные жукообразные по форме цикадовые с сильно уплотненными надкрыльями и дорсовентрально сплющенным телом. Задние голени без боковых зубцов. Личинки не прыгают, многие — мирмекофилы, живут в муравейниках или в пазухах нижних листьев трав. Имаго на растениях. Для СССР указывался 1 род и 30 видов.

## Классификация
Более 60 видов и 12 родов.
- Apohilda
- Cyranometra
- Euphyonarthex
- Hilda
- Hildadina
- Megahilda
- Mesohilda
- Parahilda
- Phalix
- Plesiometra
- Raatzbrockmannia
- Tettigometra Latreille, 1804